# Руйнування Дому Да Дерга

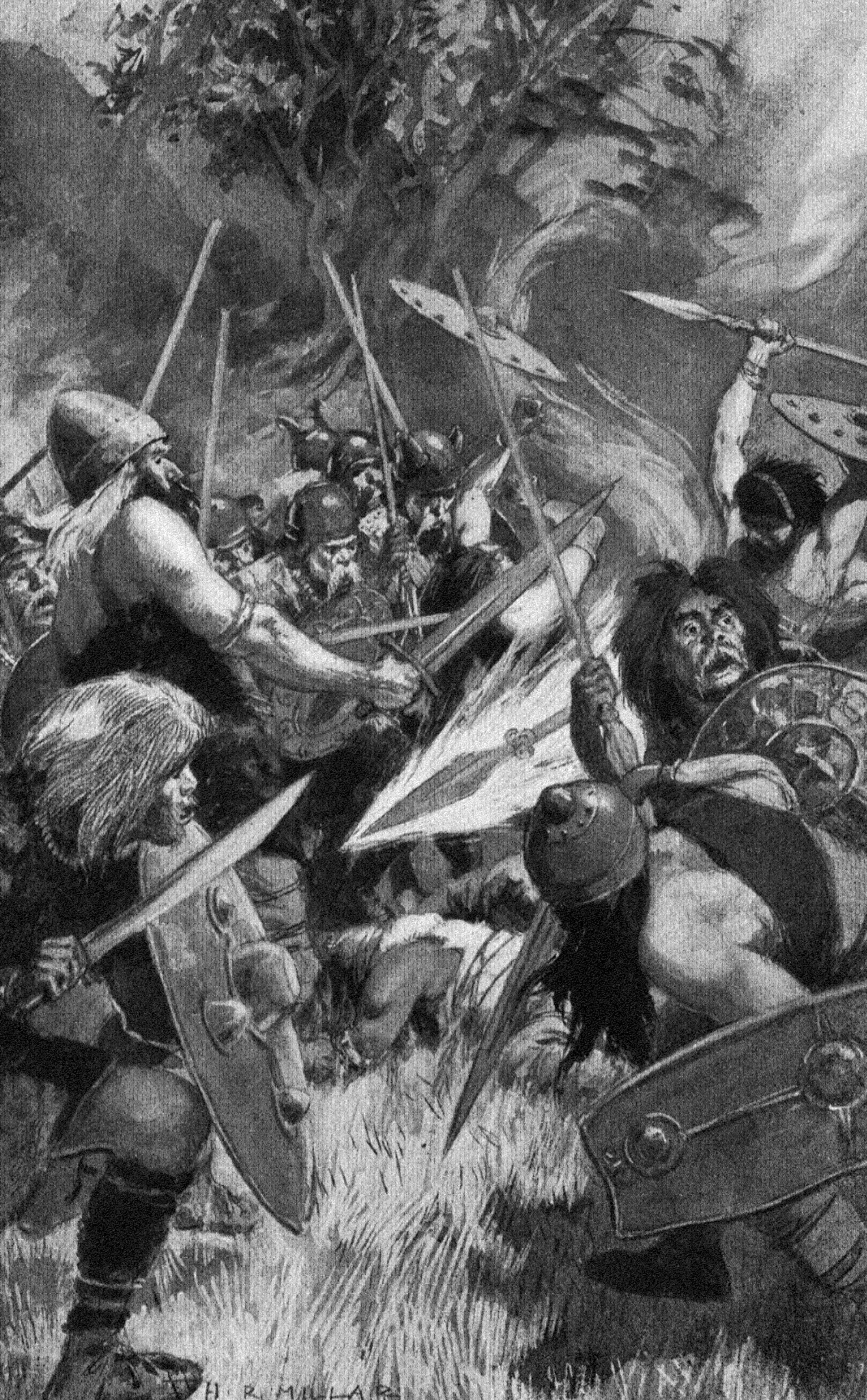
Х. Р. Міллар. Ілюстрація до уладського циклу скел. 1905.

Руйнування Дому Да Дерга — (ірл. — Togail Bruidne Dá Derga) — давня ірландська скела (сага). Належить до Уладського (Ольстерського) циклу скел ірландської міфології. Описує події давньої ірландської історії — приблизно з 110 до 33 року до нової ери (за оцінками ірландського історика Джеффрі Кітінга). У цій скелі розповідається про життя і правління верховних королів Ірландії Еохайда (Еоху) Фейдлеха, Етерскела Мора (Етескела Великого), Конайре Мора (Конайре Великого). Ця скела (сага) вважається ранньою ірландською скелою і одною з найкращих скел по своїм художнім і літературним якостям.

## Зміст
Основним персонажем скели є Конайре Мор (Конайре Великий) — верховний король Ірландії, образ якого ідеалізується. Він описаний у скелі як ідеальний король — мудрий, славний, справедливий. Описуються його предки, родичі, сучасники, обставини його народження, прихід до влади в результаті ритуалу «Свято бика», правління і загибель. Описується його довге і славне правління, свого роду «золота доба» Ірландії, та розповідається, як загинув Конайре Мор: король порушив свої гейса — систему індивідуальних табу, порушення яких неминуче приводить до загибелі. Конайре Мор здійснює похід проти ворогів, що напали на Ірландію на чолі з королем бритів Інгкелом Однооким, що уклав спілку з заколотниками проти влади короля Ірландії. Конайре вирушає в похід разом зі своїм почтом уздовж південного берега Ірландії. Йому радять зупинитися на ніч в Домі Да Дерга. Дім Да Дерга в перекладі означає «Дім Червоного Бога». Можливо, цей дім виконував роль храму, а можливо храмом і був. У багатьох давніх народів храми були місцем притулку, де кожен, кому загрожувала небезпека, міг знайти захист в храмі і ніхто не мав права його в храмі вбити. У той же час про це не говориться у скелі прямо. Назву можна перекласти і як «два червоних», «другий червоний». У скелі говориться, що Да Дерга «коваль і друг короля» — але не ясно, чи це метафора чи йдеться справді про конкретну особу та її дім. Отож, не виключено, що Дім Да Дерга — маєток приватної особи чи фортеця місцевого вождя, бо (судячи з описаних розмірів дому та його конструкції) сумнівно, що це дім простої людини чи коваля. У давніх ірландських скелах згадується ще 5 домів які носили явно сакральний характер в житті давніх ірландців чи отримали такий після певних подій — Дім Бухата, Дім Да Хока, Дім Двох Чаш та ін. Про інші сакральні доми давньої Ірландії розповідається в скелах «Руйнування Дому Да Хока», «Виховання в Домі Двох Чаш», «Пісні Дому Бухета» та ін.
Описується, як під час походу король Конайре був оточений ворогами в Домі Да Дерга — судячи по всьому, одному з домів давньої Ірландії, що мали сакральний характер. Вороги зруйнували дім і вбили короля і його прибічників попри їх героїчний опір. У скелі йдеться, що причиною загибелі короля Конайре Мора була не війна за якісь території і не боротьба за владу, а порушення верховним королем космічних законів.
Скела описує низку подій, що носять казковий характер, що в свій час викликало сумніви в істориків щодо історичності подій які в ній згадуються. Прихильники так званого гіперкритичного підходу вважають, що всі події описані в скелах є вигадкою. Але відкриття археологами Тари — столиці давньої Ірландії та багатьох інших міст, що згадуються в скелах, знахідки каменів з написами писемністю огам із іменами королів спонукає істориків переглянути цю позицію.
Скела містить низку словесних систем, що полегшують її запам'ятовування і усну передачу з покоління в покоління філідами — професійними поетами і оповідачами скел. Багато дослідників порівнюють цю скелу з давньогрецькими трагедіями.

## Манускрипти
Скела дійшла до нас пошкодженою — явно бракує кількох епізодів пов'язаних з походженням матері Конайре Мора.
Відомі три редакції скели, що прийшли до нашого часу в складі давніх рукописів. Найдавнішим варіантом вважається записаний у Lebor na hUidre (ХІІ століття), його зміст є вкрай стислим і не зберігся вповні. Записаний у Жовтій Книзі Лекану варіант є компіляцією з кількох джерел, як припускає Майре Вест (Máire West) — і усних, і письмових. Останньому варіанту, що датується початком 16-го сторіччя (т.зв. Egerton 1782) притаманні повнота й деталізованість оповіді, в ньому наявний список королів і варіація скели Сватання Етайн.
Зі скелою пов'язана казка De Sil Chonairi Móir. Також у ранньому творі Джеффрі Чосера «Дім слави» (The House of Fame, 1379—1380) впливи ірландської скели відмітив Мактурк (McTurk, Rory W., Chaucer and the Norse and Celtic Worlds. Ashgate, Aldershot, 2005; сторінки 67—68). Навесні 2011 газета The Guardian повідомила, що дослідниця середньовічної норвезької літератури з Абердина, Ліса Коллінсон (Dr Lisa Collinson) знайшла зв'язок між другорядним героєм скели, актором Admlithi та знаменитим принцом Гамлетом з однойменної шекспірівської трагедії.